# Redeyef (délégation)
Redeyef est une délégation tunisienne dépendant du gouvernorat de Gafsa.
En 2004, elle compte 27 940 habitants dont 13 689 hommes et 14 251 femmes répartis dans 5 350 ménages et 5 913 logements.